# Rzeczpospolita (gazeta)
„Rzeczpospolita” – ogólnopolski dziennik ekonomiczno-prawny o profilu konserwatywno-liberalnym. Ukazuje się sześć razy w tygodniu. Tytuł to staropolskie określenie państwa o ustroju republikańskim. Wydawany przez Gremi Media SA.

## Historia
Po raz pierwszy czasopismo pod takim tytułem było wydawane w latach 1920–1931, jako organ konserwatywnego Stronnictwa Chrześcijańsko-Narodowego.
W czasie II wojny światowej, w latach 1940–1943, pod takim samym tytułem ukazywał  się nieregularny periodyk związany z jednym z nurtów polskiego podziemia – Polską Ludową Akcją Niepodległościową.
Jeszcze w czasie trwania działań wojennych, 23 lipca 1944 r., ukazał się pierwszy numer „Rzeczpospolitej” – organu Polskiego Komitetu Wyzwolenia Narodowego i mimo, że jako miejsce wydania podano miasto Chełm numer wydrukowano w Moskwie. Całą pierwszą stronę zajmowały dekret Krajowej Rady Narodowej oraz manifest PKWN. Pomysłodawcą, i zarazem jej pierwszym redaktorem naczelnym, został organizator prasy z ramienia Polskiej Partii Robotniczej, Jerzy Borejsza, w latach międzywojennych działacz komunistyczny i publicysta, po wybuchu wojny współpracujący z Sowietami przed ich wkroczeniem na tereny Polski. Jego teksty na łamach gazety przedstawiały stanowisko zbieżne z zamierzeniami Kremla. Wydawnictwo krytykowało dowództwo AK i jego decyzję o wybuchu powstania warszawskiego, popierało nacjonalizację i reformę rolną.
Po wojnie „Rzeczpospolitą” zaczęła wydawać Spółdzielnia Wydawnicza „Czytelnik”, której prezesem został właśnie Borejsza. Przekazał kierowanie gazetą Pawłowi Hoffmanowi, który wkrótce zmienił tytuł na „Rzeczpospolita. Dziennik Gospodarczy”, a potem „Polityczno-Gospodarczy”. W 1949 r. redaktorem naczelnym został Henryk Korotyński, a pismo włączyło się w kampanię przeciw Kościołowi katolickiemu. „Rzeczpospolita” przestała się ukazywać z początkiem 1951 r. – część zespołu przeszła do „Głosu Pracy”, kilku dziennikarzy, wraz z Korotyńskim, znalazło pracę w „Życiu Warszawy”.
Wiosną 1981 r. – a więc w czasach solidarnościowego zrywu – na posiedzeniu Sejmu PRL poseł Edmund Osmańczyk zaproponował wznowienie pisma jako „organu rządowego prezentującego codziennie nasze racje stanu”. Na redaktora naczelnego wyznaczono Józefa Bareckiego, który wcześniej kierował m.in. „Trybuną Ludu”, był członkiem Komitetu Centralnego PZPR oraz posłem na Sejm, a przez rok pełnił funkcję rzecznika rządu. Pierwszy numer nowej „Rzeczpospolitej” ukazał się w stanie wojennym, 14 stycznia 1982 r.
Po częściowo wolnych wyborach 4 czerwca 1989 r. i objęciu teki premiera przez Tadeusza Mazowieckiego zmieniło się także kierownictwo gazety. „Rzeczpospolita” przestała być dziennikiem rządowym i stała się pismem niezależnym. Redaktorem naczelnym został Dariusz Fikus (na stanowisku do 1996 r.), a w zespole redakcyjnym znaleźli się m.in. Maciej Łukasiewicz i Jacek Moskwa.

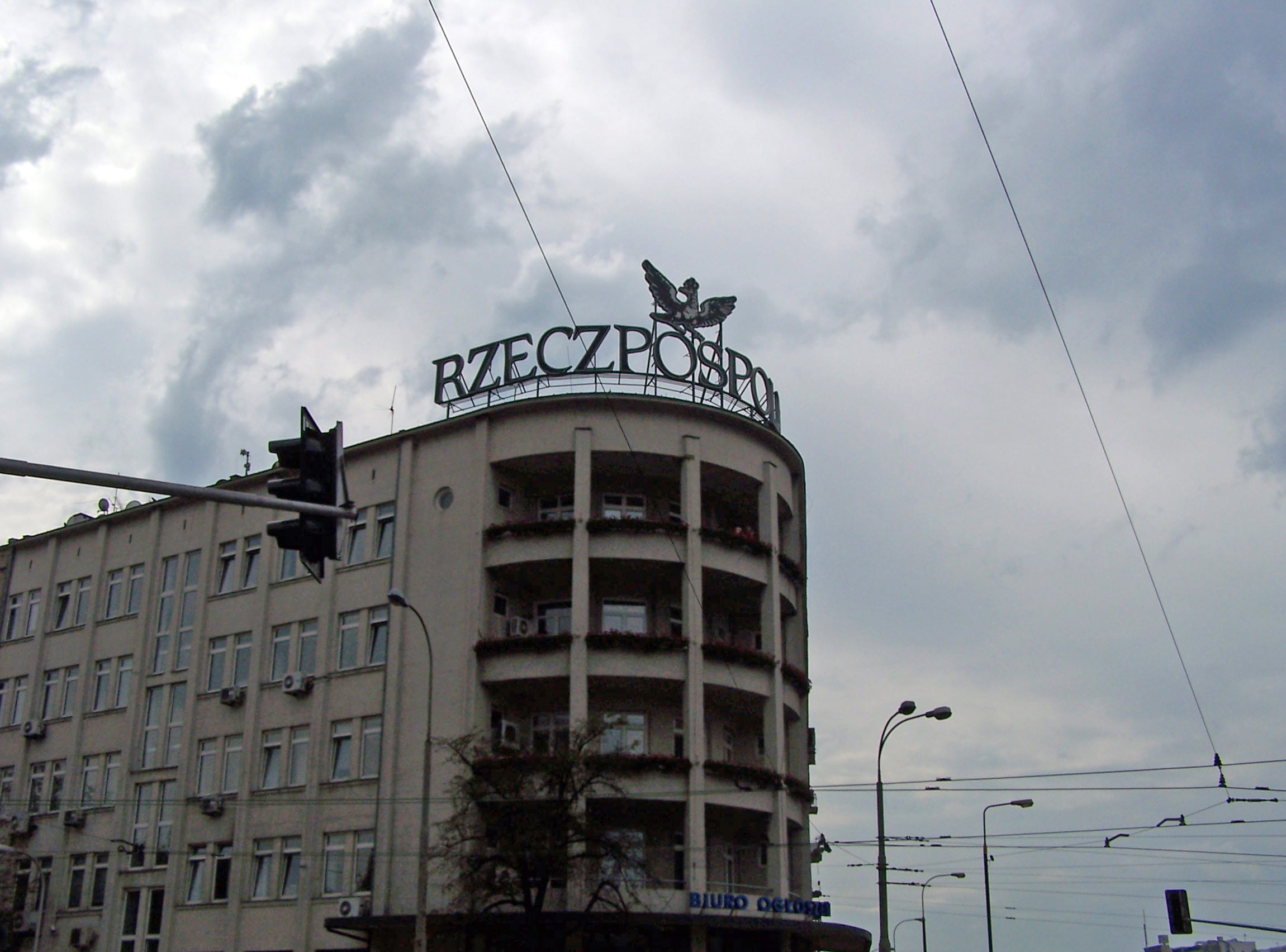
Była siedziba „Rzeczpospolitej” w Warszawie przy pl. Starynkiewicza 7/9

W lutym 1991 r. Państwowe Przedsiębiorstwo Wydawnicze „Rzeczpospolita”, którego kierownictwo objął wówczas Maciej Cegłowski, utworzyło wraz z francuską grupą prasową Roberta Hersanta – Presse Participations Europennes – spółkę Presspublica. Pierwszym jej prezesem został ówczesny redaktor naczelny „Rzeczpospolitej” Dariusz Fikus. Początkowo polski udziałowiec miał w niej 51% udziałów, Francuzi – 49%. W 1993 roku Kapituła im. Fillippidesa przyznała „Rzeczpospolitej” tytuł Gazety Roku.
W połowie lat dziewięćdziesiątych strona polska sprzedała francuskiej grupie dodatkowe 2% udziałów. W 1996 r. udziały francuskiego koncernu Roberta Hersanta przejął norweski koncern Orkla. Przez następne 10 lat 51% udziałów znajdowało się w posiadaniu spółki – córki Orkli Press Polska – Presspublica Holding Norway, a 49% należało do Państwowego Przedsiębiorstwa Wydawniczego „Rzeczpospolita” (od 1 marca 2005 – Przedsiębiorstwa Wydawniczego „Rzeczpospolita” SA). W październiku 2006 udziały Orkli Press Polska zostały przejęte przez spółkę Mecom Poland Holdings S.A. należącą do brytyjskiej Mecom Group.
W październiku 2011 r. spółka Gremi Media, należąca do polskiego przedsiębiorcy Grzegorza Hajdarowicza, kupiła udziały od Mecom Poland oraz udziały należące do PW Rzeczpospolita (Skarb Państwa), stając się 100% udziałowcem wydawnictwa Presspublica. Wydawnictwo to zmieniło nazwę na Gremi Media, po czym w styczniu 2017 r. przekształciło się w spółkę akcyjną o nazwie Gremi Media SA.
Według badań PBC w 2016 roku „Rzeczpospolitą” czytało codziennie 274 tys. dorosłych Polaków, z czego 75% miało wyższe wykształcenie, a blisko 87% stałą pracę (9% było na emeryturze lub rencie, a prawie 2% to studenci). Po tytuł sięgało wtedy ponad trzy czwarte osób zajmujących kluczowe stanowiska w przedsiębiorstwach – w grupie czytelniczej przeważali specjaliści i przedstawiciele wolnych zawodów; dyrektorzy, urzędnicy państwowi wysokiego szczebla, kierownicy; a także technicy i wyspecjalizowani pracownicy administracji. Ponad połowa czytelników „Rzeczpospolitej” kierowała na co dzień pracą innych osób.
W 2020 r., w ramach obchodów 100-lecia „Rzeczpospolitej” nawiązujących do tytułu wydawanego w latach 1920–1931, ukazał się okolicznościowy numer gazety, natomiast Poczta Polska wydała okolicznościowy znaczek pocztowy.

## Zawartość
Podstawowe wydanie „Rzeczpospolitej” podzielone jest na grzbiety: główny ogólnoinformacyjny, gospodarczy „Ekonomia i rynek”, prawny „Prawo co dnia” i regionalny „Życie Regionów”.
W części ogólnoinformacyjnej publikowane są m.in. informacje na temat aktualnych wydarzeń politycznych, doniesienia z Polski i ze świata, komentarze i teksty publicystyczne, opinie ekspertów, a także newsy dotyczące kultury, nauki, stylu życia, sportu. Segment „Prawo co dnia” skupia się na zmianach w przepisach i ustawodawstwie oraz analizowaniu sytuacji prawnej – publikuje teksty związane z prawem pracy, analizy i opinie ekspertów, komunikaty branżowe. Natomiast „Ekonomia i rynek” to informacje na temat rynków, przedsiębiorstw, finansów, aktualne notowania giełdowe, analizy sytuacji gospodarczej oraz trendów w Polsce i na świecie, opinie ekonomistów, ekspertów i przedstawicieli świata biznesu. W poniedziałki ukazuje się „Życie regionów”. Na jego łamach poruszane są tematy ważnych inwestycji, biznesu i edukacji w regionach, a także kwestie związane z lokalną polityką, sportem, kulturą. „Życie Regionów” jest organizatorem ważnych dla lokalnych społeczności debat publicznych, a także partnerem medialnym istotnych wydarzeń regionalnych.
W soboty ukazuje się magazyn „Plus Minus”, weekendowe wydanie „Rzeczpospolitej”, które składa się z tekstów o charakterze cywilizacyjnym, literackim, obyczajowym i metapolitycznym. Zawiera głównie eseistykę, reportaże i felietony, a także recenzje książek oraz wydarzeń kulturalnych i sportowych. Szczególnie ważne dla „Plusa Minusa” są wywiady.

## Dodatki tematyczne
W prenumeracie dziennika dostępne są dodatki specjalistyczne: „Rzecz o prawie”, „Prawo dla Ciebie”, „Moja Praca”, „Moje Pieniądze”, poradniki: „W co inwestować”, „Prawo i podatki w firmie”, „Adwokat rodziny”, „Poradnik prawny” oraz „Poradnik prenumeratora”.
„Dobra Firma” to codzienny dodatek do wydania głównego. Skierowany jest przede wszystkim do przedsiębiorców z sektora MŚP. W przystępny sposób omawia zarówno zagadnienia prawne istotne z punktu widzenia właściciela przedsiębiorstwa (podatki, ZUS, umowy, zatrudnienie), jak i biznesowe (kwestia wprowadzania nowych produktów, pomysłu na biznes, dostępnych rozwiązań dotyczących aut w przedsiębiorstwie).
W każdy wtorek wraz z „Rzeczpospolitą” ukazuje się dodatek „Rzeczpospolita Cyfrowa”, poruszający zagadnienia z obszaru nowych technologii – ze szczególnym uwzględnieniem ich wykorzystania w prowadzeniu przedsiębiorstw oraz w rozwijaniu nowych gałęzi biznesu.
„Moje Pieniądze” to czwartkowy dodatek poświęcony finansom osobistym. Podpowiada, jak oszczędzać, w co inwestować, które akcje giełdowe kupować i gdzie się ubezpieczać.
W piątki wydawany jest dodatek „Nieruchomości”, prezentujący tematy budowlane i mieszkaniowe oraz kwestie związane z rynkiem nieruchomości komercyjnych.
W piątki ukazuje się również dodatek „Rzecz o Historii”, w którym są zamieszczane wszechstronne artykuły i analizy historyczne.

## Listy i rankingi
Do regularnych publikacji „Rzeczpospolitej” należą listy i rankingi umiejscawiające na rynku polskie przedsiębiorstwa, brandy i instytucje. Najbardziej znane to: Lista 500, Lista 2000, Ranking Najcenniejszych Polskich Marek i Ranking Kancelarii Prawniczych.

### Lista 500
Lista największych polskich przedsiębiorstw klasyfikowanych według przychodów, opublikowana po raz pierwszy w 1999 r. Wzorowana na liście „Fortune”, dziś stanowi jedyne tego typu zestawienie w Polsce. Najlepsze rozwijające się przedsiębiorstwa na liście otrzymują prestiżowe Orły Rzeczpospolitej.

### Lista 2000
Lista najlepszych przedsiębiorstw według „Rzeczpospolitej”, opublikowana po raz pierwszy w 2002 r. Bierze pod uwagę przychody, zatrudnienie, wyniki. W ramach dodatku publikowany jest również ranking największych eksporterów. Wyróżniającym się podmiotom z listy przyznawane są tytuły Dobrej Firmy, Orła Eksportu i Marki Eksportu.

### Ranking Najcenniejszych Polskich Marek
Ranking Najcenniejszych Polskich Marek zawiera profesjonalną wycenę wartości ponad 300 marek stworzonych specjalnie dla potrzeb polskiego rynku. Oprócz wartości szacowana jest również siła marek w osobnych, branżowych kategoriach. Ranking jest realizowany od 2003 r.

### Ranking Kancelarii Prawniczych
Ranking klasyfikuje działające na polskim rynku kancelarie prawnicze zajmujące się obsługą przedsiębiorstw. Kancelarie są grupowane m.in. pod względem liczby adwokatów i radców prawnych, uzyskanych przychodów i zysków, obsługi wiodących transakcji rynkowych czy najlepszych prawników w poszczególnych dziedzinach prawa. Ranking jest publikowany od 2003 r.

## Strona internetowa
Internetowy serwis rp.pl był jednym z pierwszych w polskich mediach. W 2022 r. minęło 25 lat istnienia serwisu, który został uruchomiony w marcu 1997 r. Od listopada 2014 r. działa w technologii RWD (pełna responsywność). W roku 2021 serwis został przeniesiony na dedykowany CMS, jednocześnie zmieniając szatę graficzną i layout.
Miesięcznie strona ma ponad 32 mln odsłon i 3 mln unikalnych użytkowników (dane za styczeń 2017 r.), co klasyfikuje rp.pl jako jeden z najchętniej czytanych serwisów dzienników ogólnopolskich. W kategorii „Biznes-Finanse-Prawo” Grupa Gremi zajmuje 6. miejsce wśród wszystkich polskich grup serwisów.
Serwis „Rzeczpospolitej” charakteryzuje dwuczęściowe menu: górne z podstawowymi sekcjami (Wydarzenia, Ekonomia, Prawo, Publicystyka, Plus Minus, Sport) oraz boczne – z poszczególnymi kategoriami i podkategoriami. Na potrzeby serwisu tworzone są dedykowane, unikalne treści, które są wzbogacane o treści z wydania papierowego.
Treści publikowane w rp.pl są objęte paywallem metrycznym – oznacza to, że dostęp do części z nich jest ograniczony i wymaga rejestracji oraz wykupienia subskrypcji. Gremi Media wprowadziło paywall jako jeden z pierwszych wydawców prasowych w Polsce.

### Aplikacja mobilna
Aplikacja „Rzeczpospolitej” na urządzenia mobilne łączy 4 rodzaje treści: wydania drukowane gazety w formacie PDF, wydania drukowane gazety w formie cyfrowej (HTML), materiały wideo oraz najnowsze informacje z serwisu rp.pl (newsfeed Najnowsze z RP.pl).
Aplikacja jest dostępna w Google Play i App Store.

### Programy telewizyjne oraz podcasty
Od 2016 roku emitowane są tematyczne programy telewizyjne „Rzeczpospolitej”. Na stronie rp.pl oraz kanale YouTube  stałą ramówkę tworzą cztery wydania: „Rzecz o Biznesie”, „Rzecz o Polityce” oraz „Rzecz o Prawie” oraz „Rzecz o Nieruchomościach” a także programy komercyjne i relacje z wydarzeń organizowanych przez „Rzeczpospolitą”. W gronie prowadzących znajdują się znani publicyści „Rzeczpospolitej”, m.in. Bogusław Chrabota, Marcin Piasecki, Jacek Nizinkiewicz, Tomasz Pietryga, Anna Wojda, Zuzanna Dąbrowska, Adam Roguski.
W grudniu 2019 roku „Rzeczpospolita” uruchomiła studio podcastów oraz dedykowany serwis podcasty.rp.pl, gdzie dostępne są trzy kanały z rozmowami z politykami, ludźmi biznesu, sportu. Są to „Rzeczpospolita Rozmowy”, „Rzeczpospolita Audycje”, oraz „Rzecz W Tym”.
Na kanale „Rzeczpospolita Rozmowy”, trzy razy dziennie od poniedziałku do piątku, udostępniane są 15-minutowe podcasty zrealizowane na podstawie prowadzonych na żywo rozmów w telewizyjnym studiu „Rzeczpospolitej”. 
Kanał „Rzeczpospolita Audycje” prezentuje 11 autorskich formatów podcastowych. Do grona autorów należą m.in. Bogusław Chrabota, Michał Szułdrzyński, Michal Kolanko oraz Michał Płociński. Programy dotyczą m.in. najważniejszych wydarzeń z polskiej sceny politycznej z całego tygodnia, procesów geopolitycznych, aktualnych zagadnień, poruszających opinie publiczną a także tematów kulturalnych i społecznych.
Na kanale „Rzecz W Tym” omawiane są najważniejsze wydarzenia dnia z kraju i ze świata. Komentarze, opinie, relacje prezentują dziennikarze i publicyści „Rzeczpospolitej” oraz zaproszeni do studia eksperci i komentatorzy. Audycję prowadzi Cezary Szymanek, redaktor naczelny rp.pl. 

## Styl
Do 2007 r. „Rzeczpospolita” wydawana była w klasycznym formacie broadsheet. Następnie format zmieniono na kompaktowy.
W 2005 r. dziennik otrzymał nagrodę Grand Front, a w 2006 r. Society for News Design przyznał „Rzeczpospolitej” tytuł „Najlepiej zaprojektowanej gazety świata” w 27. edycji organizowanego przez siebie konkursu. Również w 2013 roku „Rzeczpospolita” otrzymała nagrodę Grand Front – za najlepszą okładkę (dotyczyła ona rezygnacji papieża Benedykta XVI).

## Nakład i sprzedaż
W roku 2016 „Rzeczpospolita” wydawana była w średnim nakładzie jednorazowym około 68 tys. egzemplarzy, a jej sprzedaż wynosiła ok. 54 tys. egzemplarzy. W 2017 roku było to odpowiednio: 71 tys. oraz 49 tys. egzemplarzy, a sprzedaż ogółem w porównaniu do roku poprzedniego spadła o 9,8%. W 2020 roku średnia sprzedaż wynosiła 39 835 egz. W 2023 roku sprzedaż wynosiła 30 563 egz., w tym 14 085 e-wydań.
Dane historyczne: Średni nakład jednorazowy (niebieski) oraz całkowite rozpowszechnianie płatne (zielony):

## Prenumerata papierowa i cyfrowa
„Rzeczpospolita” dystrybuowana jest w formie prenumeraty papierowej, sprzedaży egzemplarzowej oraz e-wydań. Prenumerata dzieli się na abonament Podstawowy i abonament Plus.
e-Wydanie „Rzeczpospolitej” dostępne jest dzień wcześniej od wydania papierowego, od 21:00.

## Opiniotwórczość
„Rzeczpospolita” to wielokrotny zwycięzca rankingu najczęściej cytowanych mediów w Polsce. W roku 2014 została uznana za najbardziej opiniotwórcze medium dekady (2004 – 2013).
Również w 2016 r. „Rzeczpospolita” zwyciężyła w rankingu najbardziej opiniotwórczych mediów w Polsce, przygotowywanym cyklicznie przez Instytut Monitorowania Mediów.

## Redakcja
Redakcja liczy obecnie 150 osób (łącznie z sekretariatem redakcji i redakcją serwisów online). Siedziba redakcji znajduje się w Warszawie przy ul. Prostej 51.
Redaktorzy naczelni:
- Józef Barecki (styczeń 1982–listopad 1986)
- Janusz Durmała (listopad 1986–1989)
- Dariusz Fikus (1989 – 2 marca 1996)
- Piotr Aleksandrowicz (1996–2000)
- Maciej Łukasiewicz (2000–2004)
- Grzegorz Gauden (wrzesień 2004–wrzesień 2006)
- Paweł Lisicki (13 września 2006 – 27 października 2011)
- Tomasz Wróblewski (27 października 2011–listopad 2012)[21]
- Andrzej Talaga (p.o., 2012)
- Bogusław Chrabota (2 stycznia 2013 - 2 października 2024)
- Michał Szułdrzyński (od 2 października 2024)

## Powiązania
- „Statystyka Polski” (ISSN 0866-918x).
- „Bibuła” (ISSN 1733-6252).